# 927 (szám)
A 927 (római számmal: CMXXVII) egy természetes szám.

## A szám a matematikában
A tízes számrendszerbeli 927-es a kettes számrendszerben 1110011111, a nyolcas számrendszerben 1637, a tizenhatos számrendszerben 39F alakban írható fel.
A 927 páratlan szám, összetett szám, kanonikus alakban a 32 · 1031 szorzattal, normálalakban a 9,27 · 102 szorzattal írható fel. Hat osztója van a természetes számok halmazán, ezek növekvő sorrendben: 1, 3, 9, 103, 309 és 927.
A 927 négyzete 859 329, köbe 796 597 983, négyzetgyöke 30,44667, köbgyöke 9,75049, reciproka 0,0010787. A 927 egység sugarú kör kerülete 5824,51278 egység, területe 2 699 661,673 területegység; a 927 egység sugarú gömb térfogata 3 336 781 828,3 térfogategység.